# Vehículo de aire comprimido
Un vehículo de aire comprimido es un tipo de transporte que utiliza como propulsión un motor neumático. En el 2007 dichos vehículos seguían en la etapa de diseño y de prototipos. 
Podrían llegar a ser parte del transporte y ocio urbano y del futuro; además, su mercado y sus aplicaciones podrían incluir ciclotaxis, servicios postales y transporte en parajes turísticos.

## Leyes de la física
Según la ley de Boyle,

Para una masa fija de gases ideales a una temperatura fija, la magnitud de la presión por la magnitud del volumen, dan como resultado una constante.
Robert Boyle y Edme Mariotte

Por lo tanto, bajo una temperatura idéntica: 
- la presión multiplicada por el volumen del gas contenidos en un tanque corresponden a una constante;
- la variación de la presión del gas es inversamente proporcional a su volumen.

Si cualquiera de los dos, ya sea la presión o el volumen es alterado, el factor T puede ser por consiguiente modificado. Lo que nos lleva a los conceptos de termodinámica, de la expansión adiabática del aire comprimido.
Cuanto más rápido y brutal sea el cambio del producto de la presión y el volumen, el gas consigue satisfacer en menos tiempo esta constante y refleja parte de esta conversión en la temperatura. 
Esta es la razón por la cual los métodos de uso del aire comprimido en un sistema explican por qué con motores de aire comprimido con dos principales tendencias, conceptualmente distintas:

## Explotación termodinámica
En el momento de expansión rápida de una gran cantidad de aire comprimido, correspondiente a una importante disminución de la presión, se le hace físicamente imposible al gas recuperar su volumen inicial; la variación de temperatura que sigue produce un importante enfriamiento, mientras la expansión del volumen útil puede limitarse en aproximadamente 40% del volumen teórico. Contrariamente, con compresión, la reducción de volumen generalmente involucra un ascenso en temperatura, resultando una vez más en un volumen total de aire comprimido más bajo que su valor teórico. 
Las tecnologías explotadas por MDI, Energine y Quasiturbine requieren relativamente importantes flujos al explotar para animar los motores, pero deberá obligatoriamente constreñirse a las limitaciones termodinámicas.

### Dinámica de la explotación
Para producir un empuje mecánico mientras se elude este obstáculo, o, al menos, mientras que se reducen sus efectos, por lo que es necesario cumplir con ciertas reglas: para permitir la expansión tan lentamente como sea posible, es decir, mientras se trabaja con bajas Corrientes (pero esto, por supuesto, significa una contrapartida negativa por lo que a la limitación de la potencia del motor se refiere), para regular las variaciones bruscas de la presión cuando es demasiado importante (por el uso de reductores de presión y de otros intermedios de descompresión habilitados), de mantener, así como la posible temperatura constante del gas, si no incluso a aumentar el rendimiento de la compresión / expansión de un enfriamiento / calentamiento de la utilidad del aire.

### Ventajas y desventajas
Los vehículos de aire comprimido son comparables en muchas formas a los vehículos eléctricos. Sus ventajas potenciales sobre vehículos eléctricos incluyen:
- Movimiento cíclico lento ( 10 a 60 ciclos por minuto ).
- Alto par motor para volumen mínimo.
- El diseño mecánico secuencial del motor es simple y robusto.
- Éste no sufre por los efectos de corrosión de las baterías en climas húmedos o calientes.
- Tiene bajo costo de manufactura y mantenimiento, muy superior en los vehículos de combustión interna.
- Se pueden deshacer o reciclar los depósitos de aire comprimido con menos contaminación que las baterías, y son más duraderos.
- El tanque puede ser capaz de rellenarse más a menudo que lo que puede recargarse una batería.
- Algunos modelos pueden alcanzar una velocidad máxima de 112 km/h, con un motor de cuatro cilindros y 800 cc.

Las desventajas son los cada vez más numerosos indicios de que el sistema de aire comprimido no sea realmente viable para propulsar vehículos.
- El prototipo más avanzado de MDI no ha logrado superar los 7 km de autonomía y en condiciones ideales. En ingeniería a veces es admisible prever un incremento 10-20 % del rendimiento mediante mejoras en el diseño. En el caso de MDI esperan incrementar la autonomía un 3000 % mediante mejoras sin especificar. Este problema parece haber sido solucionado con el modelo "Mini Cat", el cual puede recorrer entre 80 y 200 km sin necesidad de repostar, según la velocidad de circulación (tiene mucha más autonomía en ciudad que en carretera), por lo que empataría con un coche eléctrico medio.[cita requerida]

- El circular con un automóvil evidentemente ligero con un tanque conteniendo aire comprimido a 300-350 bares es -desde el punto de vista de la seguridad- inaceptable según las normas reguladoras de EU/ USA. En caso de ruptura del depósito se produciría una explosión equivalente a 3.2 kg de dinamita. Se han diseñado dispositivos de seguridad en sus contenedores, en oposición a los parámetros del motor de hidrógeno de daño y peligro asociados a un siniestro de impacto de gran fuerza. El aire no es inflamable.

- La carga rápida del depósito de aire en 3 minutos sólo se podría realizar en estaciones especializadas por implantar. La carga del depósito con el compresor incluido en el vehículo (conectándolo a una toma de corriente común) duraría de 3 a 5 horas.

- El rendimiento energético de un vehículo a aire comprimido es de un orden de magnitud menor al de un vehículo eléctrico. Las pérdidas por calentamiento del aire, el motor del compresor, etc., lo convierten en uno de los vehículos que más energía deperdicia por trabajo realizado. Aun así, sus responsables calculan que el coste de alimentar el motor de este modelo no superaría los 50 céntimos por cada 100 km recorridos, es decir, que llenar el depósito saldría por 1,5 euros.

Es importante recordar, que MDI no ha realizado diez años después ningún prototipo que se acerque lo más mínimo a las especificaciones iniciales. El negocio principal de MDI consiste en la venta de licencias para la futura fabricación del vehículo. Diez años después de las primeras licencias, siguen sin haber proporcionado modelo real alguno, ni los trámites de homologación.

## Vehículos

### Automóviles

#### MDI:)
Esta compañía (Moteur Developpment International)  propone un rango de vehículos desarrollados en un concepto idéntico, hechos a partir de MiniCATs y CityCATS.
CityCATS está mirando sobre algunos modelos: un camión, un monoplaza, un taxi, un pickup y una van-
Con un motor limitado a 25 hp (en mono energía), estos vehículos están anunciados para una autonomía
de 100 a 150 millas (160 a 240 km) en ciclo urbano y una velocidad máxima de 110 km/h.
- Puede ser rellenado en un tiempo de 4:30 a 6:00 h con su propio sistema contenido (motor compresor/ unidad compresor) funcionando o partiendo de un compresor de alta presión en 3 minutos. El peso aproximado de estos vehículos es de 900 kg
- El MiniCATs es un vehículo de tamaño reducido, propuesto para 3 plazas tiene una autonomía de entre 180 y 200 km en ciudad, y de 80 km en carretera, y alcanza una velocidad máxima de 112 km/h. El tiempo de recarga por sus propios medios es de 4 h. El peso del vehículo es de 550 kg para una carga de 270 kg
- MultiCATs es un proyecto de vehículo para el transporte de pasajeros compuesto de vehículos autónomos constituidos por 4 módulos. También un modelo dedicado al transporte de mercancías está siendo estudiado.

Este proyecto ha permanecido en la etapa de diseño cerca de quince años (en fecha 2007) y no está todavía listo para la comercialización.

#### Energine
Los ingenieros de esta compañía han creado, partiendo de un Daewoo Matiz, un prototipo de motor híbrido eléctrico/aire comprimido (PHEV, Pneumatic Hybrid Electric Vehicle). El motor de aire comprimido se utiliza para activar un alternador, el cual extiende la capacidad de operación autónoma del coche.

### Otras
El Quasiturbine es un proyecto de vehículo que, según sus diseñadores, puede funcionar tanto con combustible como con aire comprimido.
La francesa Peugeot ha presentado su coche híbrido del futuro, el Hybrid Air. Y es que piensan lanzarlo en el 2016, año en el que empezará a comercializar los primeros automóviles impulsados por gasolina y aire comprimido. 

#### VPA & VPP
K'Airmobiles es el nombre dado a un conjunto de proyectos relativos a "VPA" (Vehículos con Asistencia Pneumática) y "VPP" (Vehículos con Propulsión Pneumática), destinados a liberarse de los límites termodinámicos. Para lograrlo, estos modelos se diseñan como vehículos ultraligeros (limitados a 250 kg máx.), y su consumo de aire comprimido ha sido calculado para mantenerse inferior a los 120 L/min, aunque desarrollan un empuje dinámico que alcanza 4 kN.
Estos vehículos ecológicos utilizan la tecnología del motor de aire comprimido K'air, desarrollada en Francia por un pequeño grupo de investigadores, que así proponen un rango de proyectos alrededor de una idea: vehículos de aire comprimido para uso urbano o de tiempo libre.
Hoy son operativos dos prototipos VPA, el "K'AirBike" y el K'AirKart. Había intención de presentar en público dos nuevos prototipos VPP, de una plaza "K'AirTrike" y de tres plazas "K'AirMobile Max" respectivamente en octubre y noviembre de 2007.
- Soporta sistemas hidráulicos de supercarga